# Рябинкина, Елена Львовна
Еле́на Льво́вна Ряби́нкина (21 августа 1941, Свердловск) — советская и российская прима-балерина, педагог классического балета, Заслуженная артистка РСФСР (1967).

## Биография
Елена Рябинкина происходит из семьи Цабель, мама — Александра Сергеевна Цабель, артистка Большого театра, вышла замуж за известного учёного Льва Александровича Рябинкина. Младшая сестра Ксения Рябинкина также танцевала в Большом и снималась в кино, а племянник Евгений Стычкин стал известным актёром. Елена окончила хореографическое училище в классе у Веры Петровны Васильевой, которая доверяла ей исполнение всех постановок Касьяна Голейзовского. В 1959 году, в возрасте 17 лет, ещё будучи выпускницей, Рябинкина дебютировала в партии Одетты и Одилии; это выступление вошло в историю как одно из лучших исполнений белого адажио по красоте линий, ему была посвящена восторженная рецензия в газете «Вечерняя Москва» (в 2020 году сама Елена Рябинкина передала Российской Государственной Библиотеке Искусств (РГБИ) вырезку, содержащую эту рецензию, вместе с фотографиями своих знаменитых ролей в балетах «Бахчисарайский фонтан» и «Лебединое озеро»). С 1959 года юная балерина совершенствовалась в классе Елизаветы Павловны Гердт и работала с Мариной Тимофеевной Семёновой в Большом театре. Хореографические номера Голейзовского («Печальная птица» Равеля, «Мелодия» Дворжака и «Мечты» («Reverie») Скрябина) в исполнении Рябинкиной засверкали новыми красками. Об этой работе Елена Рябинкина вспоминала:

«Касьян Ярославич всегда требовал осмысленного движения, говоря Человеческое тело бесконечно выразительно…. Он как никто чувствовал индивидуальные качества того или другого исполнителя, и при сочинении танца отталкивался от этого».
Энциклопедия:

…Елена Рябинкина обладает широтой, плавностью движений, наделяет своих героинь статностью, величавостью…— Дюкина Е. Н.
13 октября 2011 года спектакль «Лебединое озеро» был посвящён юбилею балерины.

## Репертуар (основные партии)
- «Раймонда» — Раймонда
- «Конёк-Горбунок» — Царь-Девица
- «Спящая красавица» — Фея Сирени
- «Щелкунчик», (В. Вайнонен) — Маша
- «Жизель» — Мирта
- «Спартак» , Леонид Якобсон, Арам Хачатурян — Эгина
- «Лебединое озеро», (Лев Иванов, Асаф Мессерер) — Одетта и Одиллия
- «Дон Кихот», (Мариус Петипа, Александр Горский) — Китри
- «Бахчисарайский фонтан», Ростислав Захаров, Борис Асафьев — Зарема
- «История солдата», Энн Суве, Игорь Стравинский — Принцесса
- «Ванина Ванини» Николай Каретников — Ванина Ванини
- «Скрябиниана» , К. Я. Голейзовский, Александр Скрябин — «Мечты»
- «Мелодия» (Касьян Голейзовский), Антонин Дворжак
- «Печальная птица», (Касьян Голейзовский), Морис Равель
- «Вальс», (Касьян Голейзовский), на музыку Иоганна Штрауса
- «Радость», (Касьян Голейзовский) на музыку Сергея Рахманинова
- «Этюд» (Премьера в Париже), Наталья Рыженко, Александр Скрябин
- «Вальпургиева ночь» , Леонид Якобсон, Шарль Гуно — Вакханка
- «Руслан и Людмила», танцы в садах Черномора в постановке Ростислава Захарова
- «Польский бал» из оперы «Иван Сусанин» , Ростислав Захаров, Михаил Глинка
- «Лебедь» , Михаил Фокин

## Педагог
- 1984 — Окончила театроведческий факультет ГИТИСа
- 1985 — Педагог классического танца МХУ

## Фильмография
- 1960 — «Хрустальный башмачок», по «Золушке», роль — Фея Лета
- 1962 — «Цена быстрых секунд»
- 1966 — «Сказки русского леса» (музыкальный фильм). Режиссёр — Юрий Сааков
- 1971 — «Скрябиниана» — балет Голейзовского, «Мечты» — Елена Рябинкина. Режиссёр — Ю. Н. Альдохин
- 1971 — «Хореографическая симфония», Голейзовского
- 1973 — Б. Асафьев «Бахчисарайский фонтан». Хореография Ростислава Захарова. Исполняют Раиса Стручкова, Елена Рябинкина, Герман Ситников[6]

## Награды и премии
- 1959 — Первая премия на Международном конкурсе артистов балета в Вене, в рамках 7 Всемирного фестиваля молодёжи.

Партнёр — Геннадий Селюцкий. Исполняли: Pas de deux из балета «Лебединое озеро» (Чёрное адажио)
- 1967 — Заслуженная артистка РСФСР
- 1976 — Орден Трудового Красного Знамени — за заслуги в развитии советского музыкального и хореографического искусства и в связи с 200-летием Государственного академического Большого театра СССР[7]

## Сочинения
- 1971 — Глазами советской балерины — М., 1971.
- 1980 — Чудесный сплав. — № 14, 1980.